# Tosanoides
Tosanoides är ett släkte av fiskar. Tosanoides ingår i familjen havsabborrfiskar.
Kladogram enligt Catalogue of Life:
| Tosanoides | \| \| Tosanoides filamentosus \| \| \| \| \| \| Tosanoides flavofasciatus \| \| \| \| |
|            | \| \| Tosanoides filamentosus \| \| \| \| \| \| Tosanoides flavofasciatus \| \| \| \| |
|            | Tosanoides filamentosus                                                               |
|            |                                                                                       |
|            | Tosanoides flavofasciatus                                                             |
|            |                                                                                       |